# 厚絲鬍鯰
厚絲鬍鯰，為輻鰭魚綱鯰形目塘虱魚科的其中一種，分布於非洲喀麥隆南部、加彭及剛果民主共和國的淡水流域，本魚頭部尖，吻短，額骨囪門長而狹窄;後頭骨突起長而呈橢圓形，齒板小，鰓耙長而且遠遠地豎立，鰓前的器官發展良好，背鰭軟條81-95枚;臀鰭軟條63-76枚，體長可達35.6公分，棲息在底層水域。

## 扩展阅读
維基物種上的相關：厚絲鬍鯰